# Гей-Форум України
Гей-Форум України (англ. Gay Forum of Ukraine) — українська ЛГБТ-організація. Повне найменування — Всеукраїнська громадська організація «Гей-Форум України» (англ. All-Ukrainian Public Organisation «Gay Forum of Ukraine»), основною метою якої є представництво, реалізація і захист законних соціальних, економічних, творчих, інтелектуальних, освітніх, культурних та інших прав, потреб, спільних інтересів і прагнень своїх членів, сприяння створенню належних умов для всебічного розвитку та соціального становлення особистості незалежно від статі та сексуальної орієнтації.

«Гей-Форум України» є об'єднанням представників ЛГБТ-спільноти з усіх регіонів України, які, спираючись на цінності лібералізму, гуманізму і прав людини, прагнуть до забезпечення в Україні громадянського рівноправності, соціального комфорту і високої якості життя для гомосексуалів, бісексуалів і трансґендерів (як чоловіків, так і жінок) шляхом цілеспрямованого відстоювання інтересів представників ЛГБТ-спільноти та просування ЛГБТ-проблематики в усіх соціальних сферах і на всіх рівнях влади.

За оцінкою, зокрема, Fox News і The Guardian (з посиланням на агентство Associated Press), «провідна організація із захисту ЛГБТ-прав в Україні».

## Історія
Організація зареєстрована Міністерством юстиції України 22 вересня 2004 року та внесена в Єдиний реєстр громадських формувань за номером 95. Засновниками стали Ігор Бондаренко, Олександр Горбаченко та Святослав Шеремет.
Організація вийшла на терени активної ЛГБТ-діяльності шляхом видання 2005 року друкованого гей-гіду по Україні «Еней», де було зібрано всю актуальну на той час інформацію про інфраструктуру української ЛГБТ-спільноти.
У 2005–2006 роках тривали процеси формування місцевих осередків Форуму та залучення до діяльності організації регіональних активістів. Саме в ці роки членами організації стала значна кількість осіб, які пізніше створили та очолили нові ЛГБТ-організації (місцеві ЛГБТ-ініціативи) або увійшли до складу їх керівних органів.
У 2006–2007 роках викристалізувалися основні вектори діяльності Форуму — всебічна адвокація в інтересах ЛГБТ та взаємодія з мас-медіа. 2006 року Форумом було створено інформаційно-новинний сайт gay-forum.org.ua, який пізніше змінив доменне ім'я на lgbt.in.ua, а ще згодом — на lgbtUA.com [Архівовано 31 жовтня 2012 у Wayback Machine.]. У рамках цього інтернет-проекту було налагоджено систему щоденного створення ексклюзивних публікацій з ЛГБТ-тематики та інформування засобів масової інформації загальної спрямованості з питань ЛГБТ. Цей інтернет-проект припиняв свою роботу 2011 року, але був відновлений і зараз далі функціонує під егідою Форуму.

## Чисельність організації
З часу створення організації (за станом на 22 жовтня 2012 р.) на вступ до неї подані 259 заяв від фізичних осіб. Формальна кількість членів організації є меншою, оскільки, згідно із Статутом організації, фізичні особи отримують членство на п'ять років, а після закінчення цього терміну втрачають права членів організації (за винятком особливих випадків, передбачених Статутом).
До складу організації входить також один колективний член — Громадська організація «Міжрегіональний центр ЛГБТ-досліджень Донбас-СоцПроект».

## Керівництво і структура

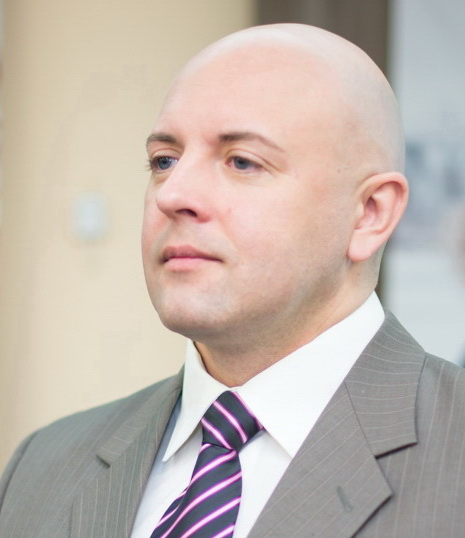
Святослав Шеремет, керівник «Гей-Форуму України», березень 2017

В. о. президента Гей-Форуму України Святослав Шеремет.
Координаційна рада:
- Голова — Святослав Шеремет;
- Заступник голови з питань досліджень та академічних розробок — Максим Касянчук;
- Заступник голови зі студентської та молодіжної політики — Данило Лось;
- Заступник голови з питань інформаційної роботи — Леонід Нефедович;
- Заступник голови з питань інтернет-проектів та культурних ініціатив — Андрій Марченко;
- Заступник голови з міжнародної співпраці та у справах розвитку туризму, міжнародний секретар Форуму — Володимир Сенько;
- Заступник голови з ґендерних питань та у справах трансґендерів — Ігор Медвідь;
- Заступник голови з релігійних питань — Іван Савченко.

Регіональні підрозділи:
- Вінницьке обласне відділення, номінальний координатор — Андрій Федосов
- Дніпропетровське обласне відділення, координатор — Олена Михайлова
- Донецьке обласне відділення, координатор — Юрій Міготін
- Закарпатське обласне відділення, координатор — посада вакантна (до 27.04.2013 р. координатором був Юрій Пуста)
- Запорізьке обласне відділення «Гей-Форум − Січ», координатор — Данило Лось
- Кіровоградське обласне відділення, номінальний координатор — Олег Артеменко
- Кримське республіканське відділення, координатор — Сергій Бугаєць
- Луганське обласне відділення, координатор — Андрій Соколов
- Львівське обласне відділення «Товариство імені Захер-Мазоха», координатор — Андрій Лещишин
- Макіївське міське відділення, координатор — посада вакантна (раніше координатором був покійний Євген Лещинський)
- Миколаївське обласне відділення, на посаді координатора змінилося декілька осіб, станом на грудень 2017 року — посада вакантна
- Одеське обласне відділення «Гей-Форум — Одеса», координатор — Генріх Репп
- Полтавське обласне відділення, координатор — Леонід Нефедович
- Харківське обласне відділення «Гей-Форум України — Харків»,[8][9] координатор — Андрій Короленко
- Херсонське обласне відділення, координатор — Валерій Грець
- Черкаське обласне відділення «ЛГБТ-об'єднання „ОЛАВ“», координатор — Володимир Кулик
- Чернігівське обласне відділення, номінальний координатор — перший координатор Сергій Криволап, нині посада вакантна
- Чернівецьке обласне відділення, номінальний координатор — Микола Лоренц

## Діяльність організації
Організація представлена в усіх регіонах України та впроваджує з 2004 року стратегію досягнення в Україні громадянської рівності для представників ЛГБТ-спільноти шляхом співпраці з державною владою, іншими інститутами громадянського суспільства та взаємодії з мас-медіа.
Активісти Форуму доклали значних зусиль до консолідації вітчизняного ЛГБТ-руху. Першим підсумком цієї діяльності стала поява спільних відкритих листів від ЛГБТ-організацій на адресу політичного керівництва країни, внаслідок чого 2006 року розпочався активний суспільно-політичний діалог навколо ЛГБТ-проблематики у публічній площині. Спільно з іншими ключовими ЛГБТ-організаціями Форум брав активну участь у процесах формування національної спілки ЛГБТ-організацій, результатом чого стало наприкінці 2008 року заснування, а на початку 2011-го — легалізація Мін'юстом Всеукраїнської спілки «Рада ЛГБТ-організацій України».
Активісти Форуму, передусім керівник організації Святослав Шеремет, з 2006 року виконують роль медіаспікерів української спільноти, регулярно виступаючи на телебаченні, радіо, в пресі та інтернеті.
Піклуючись про налагодження стабільної системи послуг для ЧСЧ з профілактики ВІЛ-інфекції, представники Форуму активно та успішно адвокатували ЧСЧ-компонент в національних заявках від України на 6-й (2007–2011) і 10-й (2012–2016 рр.) раунди фінансування Глобального фонду для боротьби зі СНІДом, туберкульозом та малярією для України за компонентом «СНІД».
З вересня 2010 року Гей-Форум України офіційно представлений у складі Національної ради з питань протидії туберкульозу та ВІЛ-інфекції/СНІДу: внаслідок процедури ротації представника від неурядових організацій новим делегатом від НУО в Нацраді був обраний заступник голови Координаційної ради Форуму (до 11.09.2012) — Голова Правління ВБО «Точка опори» Зорян Кісь (завершив повноваження в 2012 р.).
У травні 2011 року «Гей-Форум України» заснував Рейтинги «Гомофобний діяч року» та «ЛГБТ-френдлі діяч року», підбивання підсумків яких зазвичай приурочене до Міжнародного дня протидії гомофобії і трансфобії, що відмічається у світі щорічно 17 травня.
Наприкінці 2015 року спільно з кількома іншими ЛГБТ-організаціями Гей-Форум України домігся включення цілого комплексу заходів на підтримку прав людини для ЛГБТ до урядового плану дій з реалізації Національної стратегії у сфері прав людини на період до 2020 року, включаючи заплановану урядом України на II квартал 2017 року «легалізацію в Україні зареєстрованого цивільного партнерства для різностатевих і одностатевих пар з урахуванням майнових і немайнових прав».
Українська преса висвітлює заяви Гей-Форуму України з різних питань політики, культури, прав людини для ЛГБТ.

## Членство в спілках і міжнародних організаціях
«Гей-Форум України» входить до складу Всеукраїнської спілки «Рада ЛГБТ-організацій України» з 10 лютого 2009 р.

Організація є членом Міжнародної асоціації лесбійок і геїв (ILGA) та Міжнародної молодіжної організації геїв та лесбійок (IGLYO) [Архівовано 28 листопада 2012 у Wayback Machine.].